# Lục Vân Tiên cổ tích truyện
Lục Vân Tiên cổ tích truyện là một tập tranh màu truyện thơ Lục Vân Tiên bản tiếng Pháp dịch từ tập truyên Lục Vân Tiên được Nguyễn Đình Chiểu sáng tác năm Đồng Khánh thứ nhất (1866). Bản sách tiếng Pháp thực hiện năm 1897 có hình ảnh minh họa với tổng cộng 1.200 hình màu và 633 họa tiết do họa sĩ cung đình Huế là ông Lê Đức Trạch  thực hiện theo yêu cầu của ông Eugène Gibert, Đại úy pháo binh hải quân tại Huế (giai đoạn 1895- 1897). Tác phẩm được dịch giả Abel des Michels chuyển ngữ sang tiếng Pháp và được Đại úy E.Gibert mang về trao tặng lại thư viện Viện Hàn lâm Pháp vào năm 1899. Hơn một thế kỷ ngủ yên trong thư viện của Viện Pháp (Institut de France, Paris), bản Lục Vân Tiên cổ tích truyện - Histoire de Luc Van Tien được Giáo sư sử học Phan Huy Lê - Chủ tịch Hội Khoa học lịch sử Việt Nam phát hiện khi sang Pháp và đem về nước. Do nhận được sự hỗ trợ của Viện Viễn Đông Bác cổ Pháp bộ sách đã được Nhà xuất bản Văn hóa - Văn nghệ xuất bản năm 2016 với ba ngôn ngữ Việt, Anh, Pháp.